# 勒内·杜蒙绿色长廊
勒内·杜蒙绿色长廊（法語：Coulée verte René-Dumont），也称绿荫步道（Promenade plantée），是法国巴黎十二区的一条4.7公里的线性公园，它在废弃的铁道设施基础上建立，建成于1993年。这条绿色长廊包含有高架公园、普通道路、隧道和穿越公园的小径。